# Glenn Tilbrook
Glenn Tilbrook, né le 31 août 1957 à Woolwich en Londres, est un guitariste et chanteur anglais. Avec Chris Difford et Jools Holland, il a fondé le groupe new wave Squeeze en 1974.  Après la séparation du groupe en 1999, il a lancé une carrière solo et sort l’album, The Incomplete Glenn Tilbrook, en 2001. En 2009, Tilbrook a enregistré son dernier album intitulé Pandemonium Ensues.  Il joue couramment avec son groupe, The Fluffers, et une version réunie de Squeeze.